# Campionati europei di beach volley 2002
I Campionati europei di beach volley 2001 si sono svolti dal 29 agosto al 1º settembre 2002 a Basilea in Svizzera.

## Podi
| Evento                      | Oro                                        | Argento                                    | Bronzo                                   |
| Torneo maschile (dettagli)  | Germania Markus Dieckmann Jonas Reckermann | Svizzera Martin Laciga Paul Laciga         | Norvegia Vegard Høidalen Jørre Kjemperud |
| Torneo femminile (dettagli) | Italia Daniela Gattelli Lucilla Perrotta   | Paesi Bassi Rebekka Kadijk Marrit Leenstra | Rep. Ceca Eva Celbová Soňa Nováková      |

## Medagliere
| Posizione | Nazione     | Oro | Argento | Bronzo | Totale |
| --------- | ----------- | --- | ------- | ------ | ------ |
| 1         | Germania    | 1   | 0       | 0      | 1      |
| 1         | Italia      | 1   | 0       | 0      | 1      |
| 3         | Paesi Bassi | 0   | 1       | 0      | 1      |
| 3         | Svizzera    | 0   | 1       | 0      | 1      |
| 5         | Norvegia    | 0   | 0       | 1      | 1      |
| 5         | Rep. Ceca   | 0   | 0       | 1      | 1      |
| Totale    | Totale      | 2   | 2       | 2      | 6      |